# Hudson Taylor

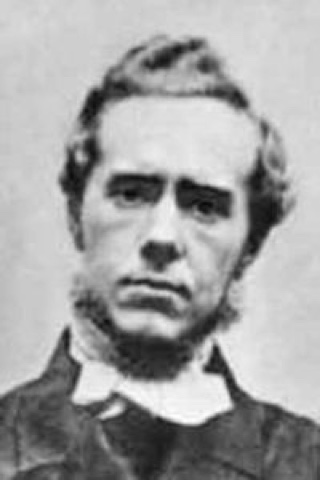
James Hudson Taylor

James Hudson Taylor (21 maj 1832 - 3 juni 1905) var en brittisk missionär och grundare av den Kinesiska inlandsmissionen. Han var en viktig figur inom helgelserörelsen. 
Hudson Taylor ägnade sig i ungdomen åt medicinska studier med avsikt att senare åka till Kina. År 1853 skickades han till Kina av det på Karl Gützlaffs initiativ stiftade Kinas evangelisationssällskap. År 1856 började Hudson Taylor sitt arbete i Ningbo. Sällskapet skuldsatte sig för att avlöna missionärerna, men för Hudson Taylor var skuldsättning förbjudet enligt Guds ord. På grund av evangelisationssällskapets dåliga ekonomi lämnade han därför sällskapet.
År 1860-65 vistades Hudson Taylor på grund av försvagad hälsa i England. Sistnämnda år grundlade han Kinesiska Inlandsmissionen (China inland mission). Istället för samtidens rådande missionspraxis ville han grundlägga en trosmission, det vill säga att missionärerna bara skulle behöva tro för att bli framgångsrika. Av missionsarbetarna, män och kvinnor, krävdes därför ingen utbildning, bara levande tro. Aldrig fick sällskapet sätta sig i skuld. Endast Gud, men inte människor fick man be om pengar. Arbetet lades på allmän evangelisk grundval, där personer från alla trosinriktningar hälsades välkomna. Huvuduppgiften var evangelisation av det inre av Kina, d. v. s. ordets förkunnande genom kringresande sändebud. Bakom detta låg en eskatologisk tankegång, som på 1840-talet uppkommit i England och som också Hudson Taylor blivit intresserad av. Tanken var att  man genom att förkunna evangeliet för hedningarna så skyndsamt som möjligt skulle kunna påskynda Kristi ankomst, detta i enlighet med den tolkning man gav åt Matt. 24: 14.
Hudson Taylor, som var en stor religiös personlighet fick stor uppmärksamhet då han framställde sina tankar och planer. År 1866 kunde han med en skara medhjälpare resa till Kina. Småningom lyckades man tränga in i det inre av landet, på allvar dock först efter 1876. Under sitt andra årtionde tog missionen stora steg framåt och fick med tiden filialer i Nordamerika, Schweiz, Tyskland, Sverige, Norge och Finland.
Ett viktigt krafttillskott erhöll den 1884 genom den s. k. Sjustjärnan i Cambridge. Det var sju studenter i framstående ställning som erbjöd missionen sin tjänst. De engelska och amerikanska universitetens uppmärksamhet riktades mot den lilla gruppen. Hudson Taylor och Kinesiska inlandmissionen gjorde en stor insats för den kristna missionen i 1800-talets Kina mission. Den ursprungliga tanken om en trosmission har emellertid förändrats över tid och man närmade sig därför den mera traditionella synen på mission. 